# الخطوط الملكية المغربية للشحن
الخطوط الملكية المغربية للشحن، والمعروفة أيضًا باسم RAM Cargo، هي شركة شحن جوي تابعة للخطوط الملكية المغربية ومقرها مطار محمد الخامس الدولي في الدار البيضاء.

## الوجهات
وفقًا لما هو مُعلن حتى نوفمبر 2020، تخدم شركة الخطوط الجوية الملكية المغربية للشحن وجهات الشحن المخصصة التالية:
بلجيكا
- بروكسل - مطار بروكسل

الكاميرون
- دوالا - مطار دوالا الدولي

الجابون
- ليبرفيل - مطار ليون مبا الدولي

ألمانيا
- فرانكفورت - مطار فرانكفورت

غانا
- أكرا - مطار كوتوكا الدولي

ساحل العاج
- أبيدجان - مطار فيليكس هوفويت بوانيي الدولي

مالي
- باماكو - مطار موديبو كيتا الدولي

المغرب
- الدار البيضاء - قاعدة مطار محمد الخامس الدولي

نيجيريا
- لاغوس - مطار مورتالا محمد الدولي

إسبانيا
- مدريد - مطار أدولفو سواريز مدريد - باراخاس

المملكة المتحدة
- لندن - مطار جاتويك

## الأسطول
حتى نوفمبر 2020، قامت الشركة بتشغيل طائرات الشحن المخصصة التالية:
| الطائرات         | في الخدمة | طلبات | ملحوظات |
| ---------------- | --------- | ----- | ------- |
| بوينج 767-300BCF | 1         | —     |         |
| بوينج 777F       | —         | 2     |         |
| المجموع          | 1         | 2     |         |

## روابط خارجية
- الموقع الرسمي